# Isaak Brodskij
Isaak Izrailevitj Brodskij (russisk: Исаа́к Изра́илевич Бро́дский, tr. Isaak Israilevitj Brodskij; født 6. januar 1884 i Sofijevka i nærheden af Berdjansk i det nuværende Ukraine, død 14. august 1939 i Leningrad) var en russisk kunstner, der er kendt som en af Sovjetunionens førende malere. Han lavede adskillige portrætter af Lenin og Stalin, samt malerier fra Sovjetunionens revolutionære historie.
Isaak Brodskij blev født i en jødisk købmandsfamilie i under-distriktet Taurida i Russiske Kejserrige. I 1900 tog han til kunstskole i Odessa. I 1902 flyttede han til Sankt Petersborg, hvor han studerede på det russiske kunstakademi indtil 1908. En af hans lærere var den berømte kunstner Ilja Repin. Brodskijs tidlige malerier - portrætter, landskaber og genremaleri - er gjort i en realistisk tradition, men med impressionistiske tilsnit.
Brodskij deltog i gruppeudstillinger. I årene 1916 1917 og 1922, deltog han blandt andet sammen med kunstnergruppen vandremalernes (Peredvizhniki) vandrerudstillinger. Han udstillede i udlandet; i 1913 modtog han en guldmedalje på den internationale kunstudstilling i München.
Efter revolutionen i 1917 blev han involveret i aktiviteter for den nye sovjetiske stat. Han deltog i diskussioner om kunst og kunstnerens rolle i et socialistisk samfund og var medlem af flere kunstnergrupper. I 1921 havde han sin første soloudstilling, og i 1924 sluttede han sig de revolutionære russiske kunstneres foreninger, AKhRR). Brodskijs kunst havde nu ændret til en realistisk stil i vandrernes ånd, men med revolutionerende indhold. Maleriet Lenin på Putilov fabrikken i 1917, da han gjorde på dette tidspunkt modtog Grand Prix medalje ved Verdensudstillingen i Paris 1937.
I 1930'erne var Brodskij lærer på Kunstakademiet og fra 1934 dets rektor. Han fik tildelt en stor lejlighed i centrum af Leningrad, som nu er et museum.
Isaak Brodskij var en af de mest fremtrædende repræsentanter for socialistisk realisme i Sovjetunionen. Han lavede malerier fra landets revolutionære historie og portrætter af ledere af det kommunistiske parti og hæren. Måske er hans mest kendte og elsket værk Lenin i Smolnyj Institute i 1917 malet 1930.
Brodskij modtog Leninordenen, Sovjetunionens højeste ære, i 1934 og blev udnævnt i 1938 til Folkets kunstner.
Isaak Brodskij døde i Leningrad i 1939 og ligger begravet i Volkovokirkegård i Sankt Petersborg.

## Galleri
- Isak Brodskij, Lenin, før 1925, Jekaterinburg Museum of Fine Arts
- Isaak Brodskij, Forfatningens årsdag, 1930
- Isaak Brodskij, Lenin i Smolnyj Institute i 1917, 1930, Tretjakovgalleriet